# C20H13NO4
化学式C20H13NO4（摩尔质量：331.32 g/mol）可以指：
- 分散红60，CAS号：17418-58-5
- AGN-PC-0NII4Q，CAS号：3086-44-0

|  | 这个同类索引页列出了具有相同分子式的化学物（即同分異構體）条目。 除非您是有意链接至本页，否则应将相应条目的内部链接指向正确的条目。 |